# Even in Exile
Even in Exile je druhé sólové studiové album velšského hudebníka Jamese Deana Bradfielda. Vydáno bylo v srpnu 2020 společností MontyRay, čtrnáct let po Bradfieldově debutu The Great Western. Album bylo inspirováno životem chilského básníka a hudebníka Víctora Jary. Texty pro něj napsal velšský básník Patrick Jones, bratr Nickyho Wirea, Bradfieldova spoluhráče z jeho domovské kapely Manic Street Preachers. Album produkovali Dave Eringa, Gavin Fitzjohn a Loz Williams.

## Seznam skladeb
Hudbu složil James Dean Bradfield, texty napsal Patrick Jones.
1. Recuerda – 3:53
2. The Boy from the Plantation – 3:54
3. There'll Come a War – 4:38
4. Seeking the Room with the Three Windows – 4:05
5. Thirty Thousand Milk Bottles – 4:35
6. Under the Mimosa Tree – 4:35
7. From The Hands of Violeta – 5:27
8. Without Knowing the End (Joan's Song) – 3:12
9. La Partida – 4:06
10. The Last Song – 5:16
11. Santiago Sunrise – 4:43

## Obsazení
- James Dean Bradfield – zpěv, kytara, kontrabas, baskytara, harmonika, klavír, klávesy
- Wayne Murray – kytara, doprovodné vokály
- Helen Rossier Davids – doprovodné vokály
- Nick Dewey – bicí
- Richard Beak – bicí
- Gavin Fitzjohn – kytara, klávesy, klavír
- Paul Mould – harmonika
- Nick Nasmyth – klávesy
- Bernard Kane – kontrabas
- Annie Smith – housle